# Светий Ловренц (Преболд)
Светий Ловренц (словен. Sveti Lovrenc) — поселення в общині Преболд, Савинський регіон, Словенія. Висота над рівнем моря: 282,1 м.